# Rammdalen
Rammdalen este o arie protejată (arie specială de conservare — SAC, sit de importanță comunitară — SCI) din Suedia întinsă pe o suprafață de 29,6 ha, integral pe uscat.

## Localizare
Centrul sitului Rammdalen este situat la coordonatele 57°57′54″N 12°19′36″E / 57.9649°N 12.3266°E.

## Înființare
Situl Rammdalen a fost declarat sit de importanță comunitară în decembrie 1998 pentru a proteja un număr necunoscut de specii din flora spontană și fauna sălbatică aflate în arealul zonei. Situl a fost protejat și ca arie specială de conservare în martie 2011.

## Biodiversitate
Situată în ecoregiunea boreală, aria protejată conține 4 habitate naturale: Taiga vestică, Păduri caducifoliate de mlaștină fino-scandinave, Mlaștini alcaline, Mlaștini calcaroase cu Cladium mariscus și specii de Caricion davallianae.
La baza desemnării sitului se află un număr nedeclarat de specii protejate.